# Мурадханова, Бадам Кадыр кызы
Бадам Кадыр кызы Мурадханова (азерб. Badam Qədir qızı Muradxanova; 11 апреля 1924, Мамайлы, Нухинский уезд — ?) — советский азербайджанский табаковод, Герой Социалистического Труда (1950).

## Биография
Родилась 11 апреля 1924 года в селе Мамайлы Нухинского уезда Азербайджанской ССР (ныне село в Габалинском районе).
C 1946 года — колхозница, звеньевая колхоза имени Байрамова Куткашенского района. В 1949 году получила урожай табака сорта «Самсун» 25,3 центнеров с гектара на площади 3 гектара.
Указом Президиума Верховного Совета СССР от 17 июня 1950 года за получение высоких урожаев табака в 1949 году Мурадхановой Бадам Кадыр кызы присвоено звание Героя Социалистического Труда с вручением ордена Ленина и золотой медали «Серп и Молот».
С 1973 года — пенсионер союзного значения.